# Ursula Hörig
Ursula Hörig (* 16. Mai 1932 in Dessau) ist eine deutsche Schriftstellerin.
Hörig wurde als Tochter eines Kaufmanns und einer Schneiderin geboren. Sie erlernte den Beruf einer Fachverkäuferin, Kundenberaterin und zahnärztlicher Helferin. Sie wurde Mitglied des von Werner Steinberg geleiteten Dessauer Zirkels schreibender Arbeiter und besuchte einen Sonderkurs des Literaturinstituts „Johannes R. Becher“. Ursula Hörig ist seit 1978 freischaffend und ist Mitglied des Verbandes Deutscher Schriftsteller.

## Werke (Auswahl)
- Palermo und die himmelblauen Höschen, Erzählungen, 1972, Rostock, Hinstorff
- Timmes Häuser, 1975, Rostock, Hinstorff
- Spatzensommer, Erzählungen, 1982, Rostock, Hinstorff
- Frauenportraits, Hörfolge, 1986, Radio DDR
- Meine unfreiwilligen Telefongespräche, Hörspiel, 1989, Radio DDR
- Spiegelbilder, Erzählungen, Hallesche Autorenhefte 20, 1999, Halle
- Wilma, Erzählung, 2000, Halle, Mitteldeutscher Rundfunk
- Ungehörige Begebenheiten, Erzählungen, 2003, Felis-Verlag, ISBN 3-935081-14-6
- Fundstücke „Mauern und Grenzen“, Lyrik und Prosa, Nordbuch e.V. 2009, ISBN 978-3-8391-2435-2